# Naturschutzgebiet Birkbuschwiesen
Koordinaten: 53° 36′ 10,1″ N, 13° 15′ 26,4″ O

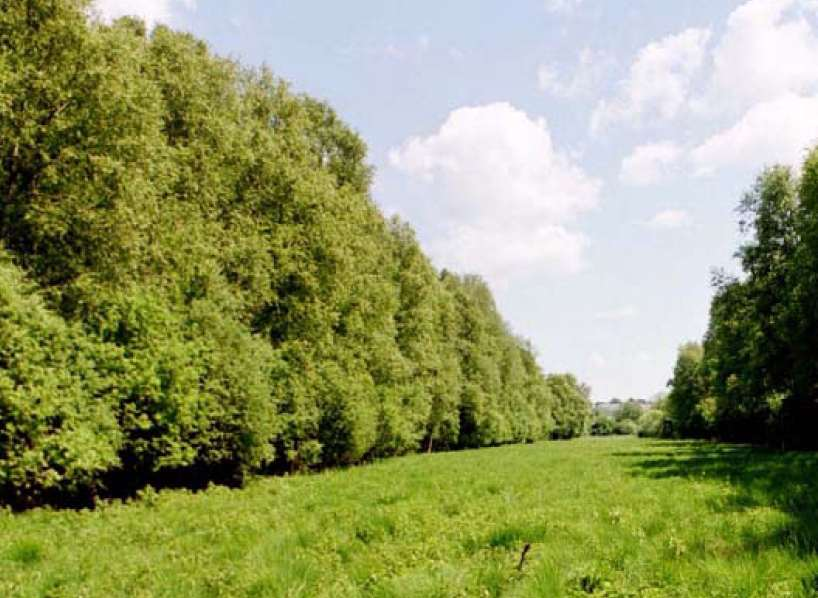
Blick in die Birkbuschwiesen

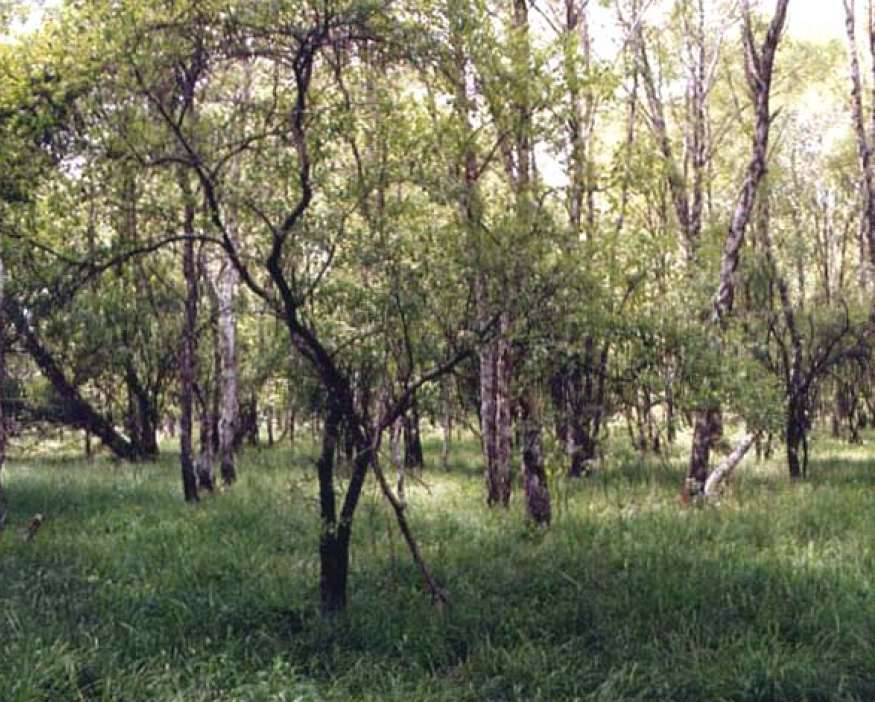
Moorwald

Das Naturschutzgebiet Birkbuschwiesen ist ein 130 Hektar umfassendes Naturschutzgebiet in Mecklenburg-Vorpommern vier Kilometer nördlich von Neubrandenburg. Es liegt im Tollensetal. Die Tollense bildet die Westgrenze des Schutzgebiets. Die Unterschutzstellung erfolgte am 22. März 1971 mit dem Zweck, ein typisches mecklenburgisches Talmoor mit seltenen Tier- und Pflanzenarten zu schützen und zu entwickeln.
Der aktuelle Gebietszustand wird als unbefriedigend eingeschätzt, da der Wasserhaushalt der Flächen durch Grundwasserabsenkung gestört ist. Umliegend befindet sich intensiv genutztes Grünland. Das Naturschutzgebiet ist Bestandteil des FFH-Gebietes Tollensetal mit Zuflüssen. Ein alter Wirtschaftsweg ermöglicht ein Betreten der Flächen von Westen.

## Geschichte
Das Schutzgebiet liegt eingebettet in das Tollensetal, einer elsterzeitlichen Rinne, die zuletzt durch die Gletscherzungen des Pommerschen Stadiums der Weichselvereisung geprägt wurde. Nacheiszeitlich entwickelten sich hier mächtige Niedermoore vom Typ der Durchströmungsmoore, welche durch kalkreiche Mudden eines ehemaligen Flachsees gekennzeichnet sind. Noch vor 200 Jahren war der Großteil der Birkbuschwiesen waldfrei.

## Pflanzen- und Tierwelt
Ein Bruchwald aus Moorbirke und Kreuzdorn nimmt einen Großteil des Schutzgebiets ein. Auf eingestreut liegenden Wiesenflächen findet sich Pfeifengras mit der sehr seltenen Mehlprimel. Brutvögel im Gebiet sind Pirol, Rotmilan, Habicht, Gelbspötter, Mönchsgrasmücke. Biber, Fischotter und Siebenschläfer sind Vertreter der Säugetiere.